# Vacina de adenovírus
A vacina de adenovírus é uma vacina contra certos tipos de infecção por adenovírus. Especificamente, é eficaz contra o Tipo E4 e o Tipo B7. É tomada por via oral.
Os efeitos secundários comuns incluem dor de cabeça, coriza, tosse, dor nas articulações, náuseas e diarreia. O seu uso é contraindicado na gravidez. Consiste em vírus vivos (não atenuados). Os comprimidos são revestidos, para que o vírus passe pelo estômago e infecte os intestinos, onde a imunidade é aumentada.
Foi aprovada para uso médico pelos militares dos Estados Unidos nos Estados Unidos em 2011.